# Alexandr Frolov
Alexandr Alexandrovič Frolov (rusky Александр Александрович Фролов; * 19. června 1982, Moskva, Sovětský svaz) je bývalý ruský hokejový útočník a reprezentant.
V roce 2000 byl vybrán v prvním kole jako 20. klubem Los Angeles Kings, v NHL odehrál za Los Angeles Kings a New York Rangers v 8 sezónách celkem 585 zápasů. Po zranění a návratu do Ruska v roce 2011 hrál za Avangard Omsk v KHL, odkud byl během sezóny 2013/2014 vyměněm do CSKA Moskva, kde hrál během výlukové sezóny NHL 2004/2005, a ukončil (přerušil) kvůli zranění kariéru. Po vynechané sezóně 2014/2015 se vrátil do KHL v dresu Torpeda Nižnij Novgorod, za které odehrál i následující sezónu. Jeho posledním klubem v KHL byl v ročníku 2017/2018 Amur Chabarovsk a kariéru ukončil po sezóně 2018/2019 v jihokorejském klubu Daemyung Killer Whales hrajícím Asijskou hokejovou ligu.
S ruskou reprezentací získal v roce 2009 zlatou medaili na mistrovství světa a účastnil se Zimních olympijských her v Turíně a Světového poháru v roce 2004.